# The Web of Crime
The Web of Crime è un cortometraggio muto del 1915. Non si conosce il nome del regista che non viene riportato nei credit del film che aveva come interprete Jackie Saunders.

## Produzione
Il film fu prodotto dalla Selig Polyscope Company.
Venne girato in California, a Long Beach.

## Distribuzione
Distribuito dalla General Film Company, il film - un cortometraggio in due bobine - uscì nelle sale cinematografiche statunitensi il 7 giugno 1915.